# Приамурский земский край
Приаму́рское госуда́рственное образова́ние, с 23 июля 1922 Приаму́рский зе́мский край, (неофициально Приаму́рский край, «Чёрный бу́фер») — государственное образование, существовавшее с 26 мая 1921 года по 25 октября 1922 года на части территории бывшей Приморской области Российской империи, номинально принадлежавшей Дальневосточной Республике.
Наименование «Чёрный буфер» возникло в советской публицистике времен Гражданской войны и впоследствии широко использовалось в отечественной историографии.

## История

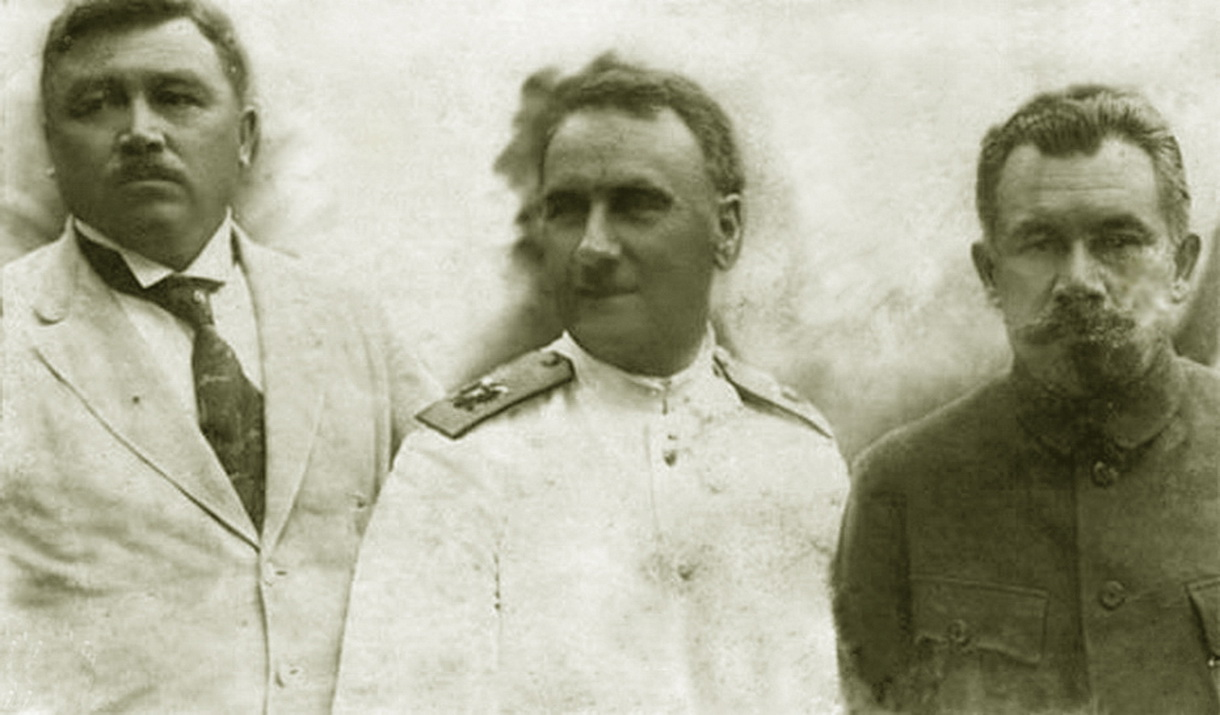
1922 год. Министр иностранных дел Н. Д. Меркулов, адмирал Г. К. Старк, председатель С. Д. Меркулов.

Началом существования Приамурского государственного образования принято считать 26 мая 1921 года, когда в г. Владивостоке белые повстанцы свергли правительство Приморской Земской Управы во главе с большевиком В. Г. Антоновым, признававшее власть Дальневосточной Республики. Власть была передана Съезду Несоциалистических Организаций Дальнего Востока. Им было избрано Временное Приамурское Правительство.
Руководящий орган Приамурского государственного образования носил название Временного Приамурского правительства, подчинённые ему вооруженные силы состояли из частей белой Дальневосточной армии, ранее входивших в армии генерала В. О. Каппеля и атамана Г. М. Семёнова. Высшим представительным органом власти было Народное собрание.
Поддержку новому государственному образованию оказывали США и Япония в лице консульского корпуса, последняя оказывала и военную помощь за счёт расквартированных в Приморье в период интервенции японских войск.
Первым главой нового Приамурского правительства стал присяжный поверенный С. Д. Меркулов. Практически немедленно после переворота на территории Приморья возобновилось широкое партизанское движение, организованное партиями социалистической ориентации, в первую очередь большевиками.
Неспособность справиться с набирающим силу партизанским движением, а также поражения, нанесённые подчинённым Временному Приамурскому правительству войскам Народно-Революционной армией Дальневосточной Республики (НРА ДВР) под Хабаровском зимой и весной 1922 года, привели летом 1922 года к отставке меркуловского правительства и переходу реальной власти к генералу М. К. Дитерихсу, объединившему посты главы правительства и главнокомандующего и провозглашённому 23 июля 1922 года Правителем Приамурского государственного образования.
Своим указом за № 1 Дитерихс переименовал Приамурское государственное образование в Приамурский земский край, а армию — в Земскую рать. Земская рать с 1 сентября начала наступательную операцию против НРА ДВР, однако уже в октябре была практически полностью разгромлена.

## Ликвидация «Чёрного буфера»
19 октября около 13 часов НРА ДВР подошла к Владивостоку на расстояние 9 км, однако, ей преградили путь японские части. В этот момент уже полным ходом шла эвакуация белогвардейцев и интервентов из Владивостокского порта. Японское командование и представитель японского министерства иностранных дел во Владивостоке выдвинули ультимативные требования приостановить эвакуацию, если произойдут столкновения между частями НРА и японскими войсками. Во многом японцы рассчитывали создать этим предлог для оставления своих войск во Владивостоке. Американский консул Макгаун также сделал заявление в местной газете о том, что «в случае опасности американскими войсками будут приняты самые решительные меры». Военный совет НРА обратился с призывом к личному составу отойти организованно на несколько вёрст от города и ждать указаний.
Японское командование стремилось всячески затянуть переговоры о вступлении НРА во Владивосток. Одновременно интервенты и белогвардейцы грузили на суда ценное имущество и оборудование, взрывали крепостные укрепления и склады с вооружением, а что не успевали или не могли вывезти — уничтожали и топили в море.
Даже в этот момент интервентами была предпринята попытка создать во Владивостоке ещё одно марионеточное «правительство», роль которого сыграла группа сибирских областников во главе с А. Н. Сазоновым, заменившая бежавшее на японском пароходе правительство Дитерихса. Однако действия нового правительства ограничились расклеиванием 22 октября по Владивостоку рукописных плакатов о принятии власти, за что оно получило презрительное наименование «плакатного правительства», а также тем, что три министра этого квазиправительства в тот же день совершили налёт на городскую думу для захвата денежной кассы, которая к моменту их «визита» оказалась уже разграбленной.
Правительство Дальневосточной республики и правительство РСФСР обратились к Японии с протестом против затягивания японцами эвакуации своих войск из Владивостока и возложили ответственность за анархию и разграбление города на японское правительство. Одновременно рабочие Владивостока, требуя немедленного ухода интервентов, объявили всеобщую забастовку. Только после этого японское командование было вынуждено подписать 24 октября на разъезде Седанка соглашение об оставлении своими войсками Владивостока и прилегающих островов не позднее 16 часов 25 октября 1922 г..
25 октября в 16 часов вслед за уходившими войсками интервентов передовые части 1-й Забайкальской стрелковой дивизии и школа младшего командного состава 2-й Приамурской стрелковой дивизии вступили во Владивосток.
Дальневосточная Республика восстановила контроль над всей территорией Приморья. Приамурский земский край и всё белое движение в стране прекратили своё существование.

## В культуре
Приамурскому земскому краю и Белому исходу 1922 года из Приморья посвящена песня «Наследники», замыкающая альбом «Эсхато» сибирской группы «Калинов Мост».